# 神戸ベイシェラトン ホテル&タワーズ
神戸ベイシェラトン ホテル&タワーズ（こうべベイシェラトン ホテルアンドタワーズ、英称:Kobe Bay Sheraton Hotel & Towers）とは、兵庫県神戸市東灘区にあるマリオット・インターナショナル傘下の高級ホテルである。ユニバーサル・スタジオ・ジャパンのアソシエイトホテルの一つ。

## 概要
1992年6月25日、六甲アイランドに21階建て高層ホテルとしてオープン。開業から2005年6月30日までJTB（日本交通公社）の子会社だったが、不振が続いたため、米大手投資会社のローンスターグループに売却された。ローンスターグループのホテル運営会社「ソラーレ ホテルズ アンド リゾーツ」が100%出資する子会社「SHR神戸」が運営した。
その後ホテルは、ローンスターグループからホテルニューアワジへ売却されると発表。ホテルニューアワジがSHR神戸を買収（2011年12月1日付けで全株有償譲渡）し、傘下とする形をとる。ホテル名は変更せずに、営業を続けるとしている。「激しい価格競争や不況で収益が伸び悩んでいた」と、報道された。
スイートルームを含む270室。そのうち17階 - 20階は専用クラブラウンジへのアクセスが付いた「クラブフロア」、12階は女性専用の「レディースフロア」、6階は「スパフロア」となっている。7つのレストラン、ラウンジバー、プール、フィットネスクラブ&リラクゼーションサロン、神戸六甲温泉"濱泉" スパ&ウェルネスがある。クラブフロア、レディースフロア、スパフロア、プリファードフロア（プリファードフロアは2020年7月の改装完了から）からは専用エレベーターで前述の温泉のある階へアクセスでき、専用湯上がりスペース「SpaLiving」が利用可能。

### 開業時の所有者･運営者
- 建物所有者：積水ハウス・新泉興産・アーバンライフ
- ホテル運営者：日本交通公社グループ

## 設備
- Kobe Grill（グリル料理 & 鉄板焼き）
- 翠亨園（中国料理）
- ガーデンカフェ（テラスレストラン）
- アリーナ（スポーツパブ）
- 松風（日本料理）
- テラ（メインバー）
- Sky 21（スカイラウンジ）
- シェラトンスクエア内
  - シェラトンマルシェ（フードセレクトショップ）
  - 神戸六甲温泉"濱泉" スパ&ウェルネス
  - ペットリラクゼーションハウス「シェラトンドッグ」
  - シェラトンアネックス（宴会場）

## 沿革
- 1992年（平成4年）6月25日 - 六甲アイランドに21階建て高層ホテルとしてオープン
- 2005年（平成17年）6月30日 - JTB（日本交通公社）の子会社による運営終了
- 2005年（平成17年）12月1日 - ローンスターグループ「ソラーレ ホテルズ アンド リゾーツ」による運営開始
- 2011年（平成23年）11月30日 - ローンスターグループ「ソラーレ ホテルズ アンド リゾーツ」による運営終了
- 2011年（平成23年）12月1日 - ホテルニューアワジによる運営開始

## 交通アクセス
- 鉄道
  - 神戸新交通六甲アイランド線アイランドセンター駅下車、徒歩1分。
- バス
  - 関西国際空港からリムジンバスの利用が可能（三宮行きバスの一部便）。
  - 新神戸駅、三宮駅からの路線バス
  - 阪急御影駅、阪神御影駅からの路線バス